# Vinko Brešan
Vinko Brešan (ur. 3 lutego 1964 w Zagrzebiu) – chorwacki reżyser, scenarzysta i producent filmowy. Jego styl filmowy cechuje humor, pomimo poruszania często niebłahej tematyki.

## Życiorys
Syn znanego dramatopisarza Ivo Brešana. Studiował filozofię i literaturę porównawczą na Uniwersytecie w Zagrzebiu. Pierwsze filmy krótkometrażowe realizował pod koniec lat 80. W pełnym metrażu debiutował gorzkim komediodramatem Jak rozpoczęła się wojna na mojej wyspie (1996). Akcja filmu rozgrywała się w pierwszych dniach wojny domowej, w jednostce wojskowej, której dowódca próbuje zachować wierność Socjalistycznej Republice Jugosławii pomimo narastających tendencji nacjonalistycznych. Obraz stał się najpopularniejszym rodzimym filmem w chorwackich kinach lat 90.
Także w kolejnych jego filmach powracały motywy wojenne oraz pytanie o współczesną sytuację na Bałkanach. Komedia Duch marszałka Tito (1999) to opowieść o małej chorwackiej wyspie nawiedzanej przez widmo niegdysiejszego przywódcy. W 2003 roku powstali Świadkowie na podstawie powieści Juricy Pavičicia. Film zdobył dwie nagrody na 54. MFF w Berlinie. 

## Filmografia
Reżyser
- 1996: Jak rozpoczęła się wojna na mojej wyspie (Kako je počeo rat na mom otoku)
- 1999: Duch marszałka Tito (Maršal)
- 2003: Świadkowie (Svjedoci)
- 2008: To jeszcze nie koniec (Nije kraj)
- 2013: Ojciec Szpiler (Svećenikova djeca)
- 2018: Stan wyjątkowy (Koja je ovo država)